# Enrique Castro
Enrique Castro (Dipartimento di Florida, 1817 – Montevideo, 16 settembre 1888) è stato un generale uruguaiano. Partecipò alle lotte rivoluzionarie in Uruguay militando tra i colorados liberisti.

## Biografia
Nato probabilmente nell'accampamento militare di Pintado, nel dipartimento di Florida, nel 1817 e figlio dell'ufficiale di artiglieria Mateo Castro, servì Fructuoso Rivera durante la sua sollevazione del 1836 e combatté contro l'invasione dell'argentino Pascual Echagüe nel 1839.
Nel 1845 cadde prigioniero dei blancos, i conservatori uruguaiani appoggiati dal caudillo di Entre Rios Justo José de Urquiza; si alleò a quest'ultimo partecipando alle battaglie di Caseros, Cepeda e Pavón, raggiungendo il grado di colonnello nell'esercito argentino.
Alla sollevazione di Venancio Flores contro il presidente Bernardo Prudencio Berro nel 1863 appoggiò il primo, venendo designato capo di Stato Maggiore degli insorti. Dopo la vittoria dei rivoluzionari fu nominato capo politico di Salto e in seguito partecipò alla guerra della Triplice Alleanza, ottenendo la promozione a generale. Alla sollevazione di Timoteo Aparicio nel 1870 guidò la repressione militare, ottenendo nel 1871 la vittoria nella battaglia di Manantiales.
Dopo aver appoggiato il riuscito pronunciamento di Lorenzo Latorre nel 1875 gli fu affidato il comando dell'esercito a sud del Río Negro. Messo da parte in seguito a delle divergenze avute con il dittatore Máximo Santos, Castro si trasferì a Buenos Aires. Nel 1886, insieme con il blanco José Miguel Arredondo invase l'Uruguay con una spedizione armata. Il tentativo di golpe si concluse con la sconfitta di Quebracho. Fuggito esule in Argentina, gli fu permesso di tornare a Montevideo poco prima della sua morte, avvenuta il 16 settembre 1888.